# Homloki-kút

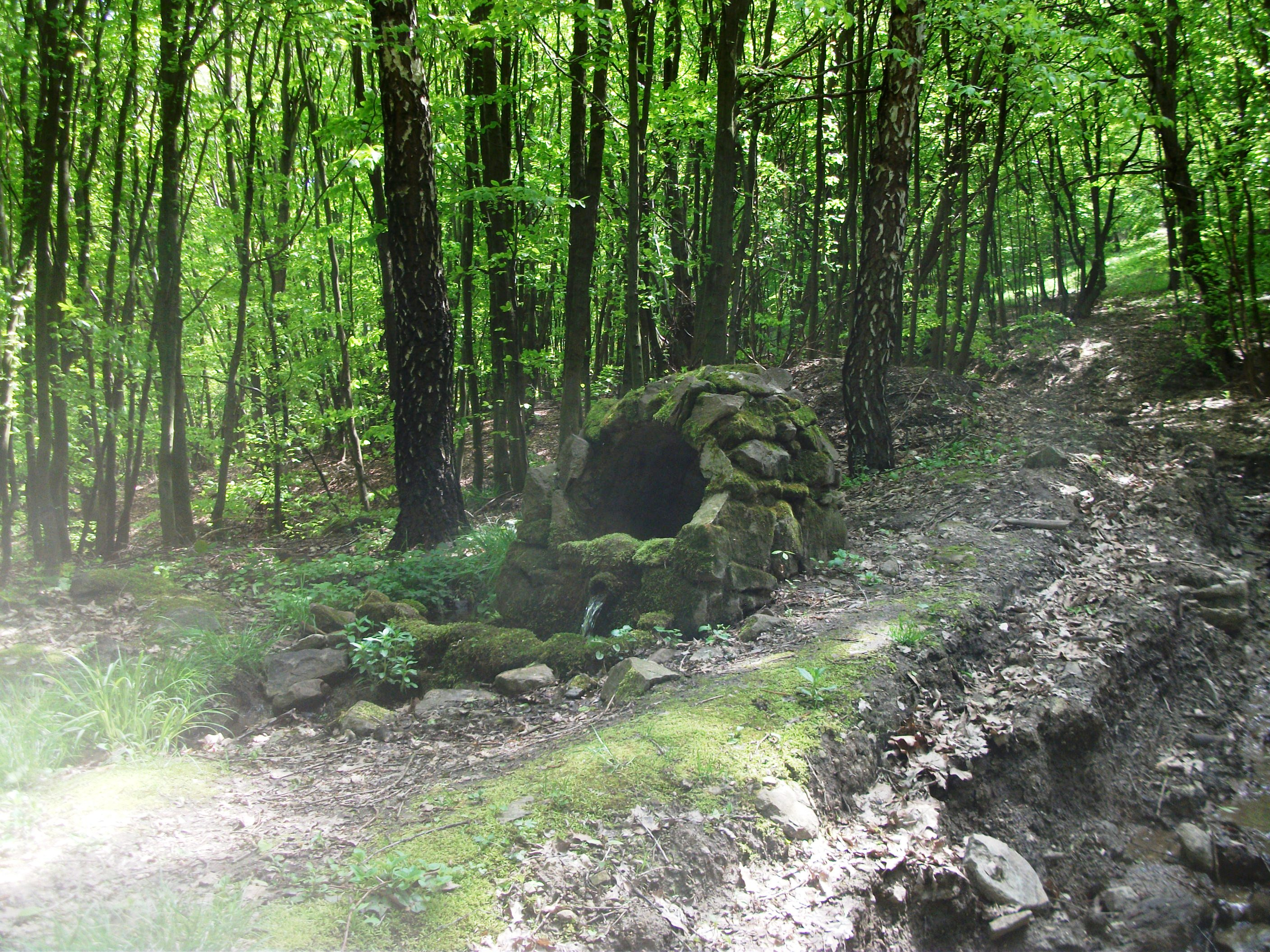
A Homloki-kút 2017. május 1-jén

A Homloki-kút Pest vármegyében, Nagybörzsöny külterületén, a Börzsöny hegység délnyugati részén, a Nagy-Koppány északi oldalában, 365 méter tengerszint feletti magasságban fakadó természetes vízforrás. Általában bőséges vízhozamú, tiszta és jéghideg vizet adó forrás.
Vize a Cserge-patakba folyik bele, majd a völgy ágaiból összegyűjtött erekkel együtt a nagybörzsönyi halastóba zúdul.
Nevét a felette emelkedő majd 550 méteres hegycsúcs eredeti, régies nevéről, a Nagy-Homlokról kapta. A név jól árulkodik a hegytető kopaszságáról, mely a Dunakanyar felől nézve valóban egy emberi homlokra hasonlít.